# Ђураково
Ђураково је насеље у Србији у општини Велико Градиште у Браничевском округу. Према попису из 2022. било је 249 становника.

## Демографија
У насељу Ђураково живи 266 пунолетних становника, а просечна старост становништва износи 42,1 година (41,4 код мушкараца и 42,8 код жена). У насељу има 98 домаћинстава, а просечан број чланова по домаћинству је 3,45.
Ово насеље је великим делом насељено Србима (према попису из 2002. године), а у последња три пописа, примећен је пад у броју становника.
|  |

| Демографија | Демографија | Демографија |
| Година      | Становника  | Становника  |
| ----------- | ----------- | ----------- |
| 1948.       | 664         |             |
| 1953.       | 687         |             |
| 1961.       | 658         |             |
| 1971.       | 577         |             |
| 1981.       | 634         |             |
| 1991.       | 532         | 404         |
| 2002.       | 338         | 521         |
| 2011.       | 235         |             |

| Етнички састав према попису из 2002.‍ | Етнички састав према попису из 2002.‍ | Етнички састав према попису из 2002.‍ | Етнички састав према попису из 2002.‍ | Етнички састав према попису из 2002.‍ |
| ------------------------------------ | ------------------------------------ | ------------------------------------ | ------------------------------------ | ------------------------------------ |
|                                      |                                      |                                      |                                      |                                      |
| Срби                                 | Срби                                 |                                      | 309                                  | 91,42%                               |
| Роми                                 | Роми                                 |                                      | 22                                   | 6,50%                                |
| Румуни                               | Румуни                               |                                      | 2                                    | 0,59%                                |
| Црногорци                            | Црногорци                            |                                      | 1                                    | 0,29%                                |
| Македонци                            | Македонци                            |                                      | 1                                    | 0,29%                                |
| Југословени                          | Југословени                          |                                      | 1                                    | 0,29%                                |
| непознато                            | непознато                            |                                      | 2                                    | 0,59%                                |

| Година пописа     | 1948. | 1953. | 1961. | 1971. | 1981. | 1991. | 2002. |
| ----------------- | ----- | ----- | ----- | ----- | ----- | ----- | ----- |
| Број домаћинстава | 151   | 153   | 150   | 128   | 135   | 125   | 98    |

| Број чланова      | 1  | 2  | 3  | 4  | 5  | 6  | 7 | 8 | 9 | 10 и више | Просек |
| ----------------- | -- | -- | -- | -- | -- | -- | - | - | - | --------- | ------ |
| Број домаћинстава | 19 | 18 | 14 | 13 | 19 | 12 | 2 | 1 | 0 | 0         | 3,45   |

| Пол    | Укупно | Неожењен/Неудата | Ожењен/Удата | Удовац/Удовица | Разведен/Разведена | Непознато |
| ------ | ------ | ---------------- | ------------ | -------------- | ------------------ | --------- |
| Мушки  | 132    | 27               | 83           | 18             | 4                  | 0         |
| Женски | 145    | 16               | 88           | 36             | 4                  | 1         |
| УКУПНО | 277    | 43               | 171          | 54             | 8                  | 1         |

| Пол    | Укупно                    | Пољопривреда, лов и шумарство | Рибарство                            | Вађење руде и камена | Прерађивачка индустрија       |
| ------ | ------------------------- | ----------------------------- | ------------------------------------ | -------------------- | ----------------------------- |
| Мушки  | 81                        | 61                            | 0                                    | 0                    | 2                             |
| Женски | 34                        | 29                            | 0                                    | 0                    | 0                             |
| УКУПНО | 115                       | 90                            | 0                                    | 0                    | 2                             |
| Пол    | Производња и снабдевање   | Грађевинарство                | Трговина                             | Хотели и ресторани   | Саобраћај, складиштење и везе |
| Мушки  | 2                         | 3                             | 8                                    | 0                    | 2                             |
| Женски | 0                         | 0                             | 1                                    | 0                    | 0                             |
| УКУПНО | 2                         | 3                             | 9                                    | 0                    | 2                             |
| Пол    | Финансијско посредовање   | Некретнине                    | Државна управа и одбрана             | Образовање           | Здравствени и социјални рад   |
| Мушки  | 0                         | 1                             | 1                                    | 0                    | 0                             |
| Женски | 0                         | 0                             | 0                                    | 3                    | 0                             |
| УКУПНО | 0                         | 1                             | 1                                    | 3                    | 0                             |
| Пол    | Остале услужне активности | Приватна домаћинства          | Екстериторијалне организације и тела | Непознато            | Непознато                     |
| Мушки  | 0                         | 0                             | 0                                    | 1                    | 1                             |
| Женски | 0                         | 0                             | 0                                    | 1                    | 1                             |
| УКУПНО | 0                         | 0                             | 0                                    | 2                    | 2                             |